# Eve Plumb
Eve Aline Plumb (Burbank, 29 aprile 1958) è un'attrice statunitense.

## Biografia
Eve Aline Plumb (nata il 29 aprile 1958) è un'attrice, cantante e pittrice statunitense. È nota soprattutto per aver interpretato la figlia di mezzo Jan Brady nella sitcom della ABC The Brady BunchPlumb è nata a Burbank, in California, da Flora June (nata Dobry) e dal produttore discografico Neely Plumb.[4] Ha una sorella, Flora, e un fratello, Ben.[4]

## Riconoscimenti
- Young Hollywood Hall of Fame (1970's)

## Filmografia

### Film
| Anno | Titolo                           | Ruolo               | Note |
| ---- | -------------------------------- | ------------------- | ---- |
| 1988 | Scappa, scappa... poi ti prendo! | Moglie di Kalinga   |      |
| 1997 | Ecstasy Generation               | Miss. Sighvat-sshon |      |
| 2013 | Blue Ruin                        | Kris Kleland        |      |

### Televisione
| Anno    | Titolo                               | Ruolo           | Network      | Note                          |
| ------- | ------------------------------------ | --------------- | ------------ | ----------------------------- |
| 1966-67 | La grande vallata                    | Sara Jane       | ABC          | 3 episodi                     |
| 1967    | Il virginiano                        | Kathy Cooper    | NBC          | 1 episodio                    |
| 1967    | Lassie                               | Terry           | CBS          | 1 episodio                    |
| 1968    | Operazione ladro                     | Maritsa         | ABC          | 1 episodio                    |
| 1968    | Mannix                               | Marian          | CBS          | 1 episodio                    |
| 1968    | Family Affairs                       | Eve Bowers      | CBS          | 1 episodio                    |
| 1968    | Lancer                               | Alice           | CBS          | 1 episodio                    |
| 1969    | Gunsmoke                             | Sue             | CBS          | 1 episodio                    |
| 1969-74 | La famiglia Brady                    | Jan Brady       | ABC          | Ruolo principale, 117 episodi |
| 1972    | Here's Lucy                          | Patricia Carter | CBS          | 1 episodio                    |
| 1974    | ABC Afterschool Special              | Gretchen        | ABC          | 1 episodio                    |
| 1976    | Dawn: Portrait of a Teenage Runaway  | Dawn Wetherby   | NBC          | Film TV                       |
| 1977    | Wonder Woman                         | Elena           | CBS          | 1 episodio                    |
| 1977    | Alexander: The Other Side of Dawn    | Dawn Wetherby   | NBC          | Film TV                       |
| 1978    | Piccole Donne                        | Beth March      | NBC          | Miniserie, 2 episodi          |
| 1978    | Insight                              | Jeannie         | Syndi-cation | 1 episodio                    |
| 1978-82 | Love Boat                            | Beth Heller     | ABC          | 3 episodi                     |
| 1979-81 | Fantasy Land                         | Caire Conti     | ABC          | 3 episodi                     |
| 1982    | Giorno per giorno                    | Melissa Layton  | CBS          | 1 episodio                    |
| 1983    | L'albero delle mele                  | Meg Warner      | NBC          | 2 episodi                     |
| 1985    | La signora in giallo                 | Tug             | CBS          | 1 episodio                    |
| 1990    | The Bradys                           | Jan Brady       | CBS          | Ruolo principale, 6 episodi   |
| 1998    | That '70s Show                       | Miss. Burkhart  | Fox          | 1 episodio                    |
| 1998    | Kenan & Kel                          | Prof            | Nickelo-deon | 1 episodio                    |
| 2003    | La valle dei pini                    | June Landau     | ABC          | 4 episodi                     |
| 2008    | Il tempo della nostra vita           | Dora            | NBC          | 1 episodio                    |
| 2013    | Law & Order - Unità vittime speciali | Angela Brooks   | NBC          | 1 episodio                    |
| 2013    | Army Wives                           | Reba Green      | Lifetime     | 1 episodio                    |
| 2016    | Grease: Live                         | Miss. Murdock   | Fox          | Film TV                       |
| 2017    | The Path                             | Wendy           | Hulu         | Ruolo ricorrente, 3 episodi   |
| 2017    | Blue Bloods                          | Barbara Stevens | CBS          | 1 episodio                    |